# Samuel Claro
Samuel Claro Lastarria (Santiago, Chile, 4 de septiembre de 1873-Nueva York, Estados Unidos, 12 de diciembre de 1940) era un abogado y político chileno. Hijo de Lorenzo Claro Cruz y Lucinda Lastarria Villarreal. Casado con Cecilia Velasco Lavín.
Educado en el Instituto Nacional y en el Liceo de Valparaíso; en el English Board School, escuela privada del puerto. Posteriormente cursó Leyes en la Universidad de Chile, jurando como abogado el 26 de julio de 1895.

## Actividades públicas
- Militante del Partido Liberal desde 1890.
- Miembro fundador del Colegio de Abogados de Chile (1891).
- Funcionario de la Oficina de Emisión Fiscal (1891).
- Secretario suplente del Presidente de la República (1892).
- Subdirector interino del Tesoro (1892-1894).
- Fiscal de la Tesorería General de la República (1898-1901).
- Director de la Compañía Cloruradora de Cobre (1902).
- Juez del Crimen de Santiago (1903).
- Ministro de Justicia e Instrucción Pública (mayo-septiembre de 1906).
- Ministro subrogante del Interior (agosto de 1906).
- Ministro de Hacienda (mayo-agosto 1912).
- Diputado por Arauco, Lebu y Cañete (1912-1915); integrando la comisión permanente de Hacienda.
- Ministro de Relaciones Exteriores, Culto y Colonización (julio-septiembre de 1915).
- Diputado por Arauco, Lebu y Cañete (1915-1918); miembro de la comisión permanente de Industria y Obras Públicas.
- Ministro subrogante del Interior (septiembre-octubre de 1918).
- Diputado por Arauco, Lebu y Cañete (1918-1921); figuró en la comisión permanente de Presupuestos.
- Delegado de Chile a la Conferencia Financiera Panamericana, celebrada en Quito, Ecuador (1919).
- Ministerio de Guerra y Marina (noviembre de 1921-marzo de 1922).
- Diputado por Melipilla y La Victoria (1921-1924); integró la comisión permanente de Constitución, Legislación y Justicia.
- Director de la Compañía Chilena de Electricidad Ltda. (1923).
- Miembro del Consejo Salitrero (1923-1926).
- Abogado de Chile para la Comisión Plebiscitaria en el litigio de Tacna y Arica (1925).
- Asesor jurídico de la Delegación de Chile en Washington, Estados Unidos (1926).
- Consultor de importantes empresas y sociedades extranjeras (1936).
- Director de la Sociedad Agrícola El Budi (1937).
- Director de la Empresa Eléctrica de San Antonio (1938).
- Director de la Compañía Minera de Tocopilla (1938).
- Director de la Compañía de Seguros de Chile (1939).
- Socio de la Sociedad de Fomento Fabril (SOFOFA), del Club de La Unión y del Club Viña del Mar.